# Lotus 107C
Chronologie des modèles (1994)
Lotus 107B Lotus 109
La Lotus 107C est la monoplace de Formule 1 engagée par l'écurie Team Lotus lors des six premières manches de la saison 1994 de Formule 1. Elle est pilotée par le Portugais Pedro Lamy, remplacé par l'Italien Alessandro Zanardi, et le Britannique Johnny Herbert. La 107C est en réalité une Lotus 107B adaptée à la réglementation technique de 1994 et se distingue notamment par son moteur Mugen-Honda, qui remplace le moteur Ford-Cosworth de la saison précédente.

## Historique
Lors de la manche inaugurale au Brésil, Johnny Herbert, qualifié en vingt-quatrième position, termine septième de l'épreuve à deux tours du vainqueur Michael Schumacher alors que Pedro Lamy, élancé depuis la vingt-quatrième place, termine dixième,. Sur le circuit Ti Aida au Japon, Herbert, qualifié vingt-troisième sur la grille à quatre secondes de la pole d'Ayrton Senna, termine à nouveau septième, alors que Lamy, auteur du vingt-quatrième temps qualificatif, prend la huitième place finale à quatre tours de Schumacher,.
Lors du Grand Prix suivant, à Saint-Marin, Johnny Herbert signe le vingtième temps des qualifications à trois secondes et demie de la pole de Senna alors que Lamy n'obtient que le vingt-deuxième chrono. En course, le Portugais s'accroche dès le premier tour avec la Benetton Formula de JJ Lehto alors que Herbert termine dixième à deux tours de Schumacher,. À Monaco, Herbert domine une nouvelle fois son coéquipier en qualifications en signant le seizième temps à plus de trois secondes et huit dixièmes de la pole de Schumacher, mais abandonne au soixante-huitième tour à la suite d'un problème de boite de vitesses. Lamy, élancé depuis la dix-neuvième place sur la grille, termine onzième et dernier de l'épreuve monégasque à cinq tours de Schumacher,.
Lors du Grand Prix suivant, en Espagne, Herbert hérite de la nouvelle Lotus 109, l'écurie ayant comblé son retard de développement de la monoplace qui devait être initialement engagée en 1994. De plus, l'Italien Alessandro Zanardi, en convalescence depuis son accident lors du Grand Prix de Belgique 1993, fait son retour au sein de l'écurie britannique, Lamy ayant terminé son intérim. Pour son retour en Formule 1, Zanardi est dominé par son coéquipier : l'Italien s'élançant de la vingt-troisième place sur la grille, juste derrière Herbert, termine neuvième à trois tours du vainqueur Damon Hill,. Au Canada, dernier Grand Prix de la 107C, Zanardi se qualifie en vingt-troisième position derrière Herbert, auteur du dix-septième temps des qualifications, et se classe quinzième de la course malgré la panne de son moteur Mugen-Honda au soixante-deuxième tour, alors que Herbert termine huitième,.

## Résultats en championnat du monde de Formule 1
| Saison | Écurie     | Moteur                   | Pneus    | Pilotes            | Courses | Courses | Courses | Courses | Courses | Courses | Courses | Courses | Courses | Courses | Courses | Courses | Courses | Courses | Courses | Courses | Points inscrits | Classement |
| Saison | Écurie     | Moteur                   | Pneus    | Pilotes            | 1       | 2       | 3       | 4       | 5       | 6       | 7       | 8       | 9       | 10      | 11      | 12      | 13      | 14      | 15      | 16      | Points inscrits | Classement |
| ------ | ---------- | ------------------------ | -------- | ------------------ | ------- | ------- | ------- | ------- | ------- | ------- | ------- | ------- | ------- | ------- | ------- | ------- | ------- | ------- | ------- | ------- | --------------- | ---------- |
| 1994   | Team Lotus | Mugen-Honda MF-351HC V10 | Goodyear |                    | BRÉ     | PAC     | SMR     | MON     | ESP     | CAN     | FRA     | GBR     | ALL     | HON     | BEL     | ITA     | POR     | EUR     | JAP     | AUS     | 0*              | 12e        |
| 1994   | Team Lotus | Mugen-Honda MF-351HC V10 | Goodyear | Pedro Lamy         | 10e     | 8e      | Abd     | 11e     |         |         |         |         |         |         |         |         |         |         |         |         | 0*              | 12e        |
| 1994   | Team Lotus | Mugen-Honda MF-351HC V10 | Goodyear | Alessandro Zanardi |         |         |         |         | 9e      | 15e     |         |         |         |         |         |         |         |         |         |         | 0*              | 12e        |
| 1994   | Team Lotus | Mugen-Honda MF-351HC V10 | Goodyear | Johnny Herbert     | 7e      | 7e      | 10e     | Abd     |         |         |         |         |         |         |         |         |         |         |         |         | 0*              | 12e        |

Légende : ici 
- * Aucun point marqué avec la Lotus 109.